# 23andMe
23andMe é uma empresa privada de genômica pessoal e biotecnologia, com sede em Mountain View (condado de Santa Clara), Estados Unidos, que fornece testes genéticos com rapidez. Sua denominação provém dos 23 pares de cromossomos de uma célula humana normal. Seu kit rápido para teste de genoma foi aclamado como "invenção do ano" pela revista Time em 2008.

## Fundação
A companhia foi fundada por Linda Avey e Anne Wojcicki após ambas reconhecerem a necessidade de uma maneira de organizar e estudar dados genéticos, a possibilidade de consumidores individuais usarem a informação e a necessidade de especialistas para interpretar os resultados.
Avey desligou-se da companhia em 2009 para estabelecer uma fundação para as causas e tratamento do Mal de Alzheimer.

## Serviços
23andMe começou a oferecer serviços de teste de DNA em novembro de 2007, com seus resultados postados online e permitindo uma análise de características herdadas, genealogia e possíveis fatores de risco congênitos.
Clientes entregam uma amostra de saliva de 2,5 ml que é analisada em um microarray de Illumina por 960.000 polimorfismos de nucleotídeo único. Um objetivo eventual é garantir sequenciamento completo de genoma.
Em junho de 2011, 23andMe anunciou que havia acumulado um banco de dados de mais de 100.000 pessoas. A organização também fornece testes para certas iniciativas de pesquisa através da entrega de conjuntos de dados confidenciais de clientes para fundações de pesquisa, bem como trabalhando em conjunto com o objetivo de estabelecer associações genéticas para determinadas doenças e transtornos. Sergey Brin, o co-fundador do Google (cuja mãe sofre de Doença de Parkinson e que é casado com a co-fundadora do 23andMe Anne Wojcicki) financiou o custo da iniciativa genética da doença de Parkinson da empresa para fornecer testes gratuitos para pessoas que sofrem da doença. Uma análise dos resultados da pesquisa de Doença de Parkinson comparando 23andMe e uma iniciativa dos Institutos Nacionais da Saúde sugeriu que o uso de grande quantidade e poder computacional e conjuntos de dados da empresa pode oferecer resultados comparáveis, porém em muito menos tempo.
Em 2008, a revista Time nomeou o serviço da companhia de teste de DNA baseado em saliva a "Invenção do ano". O serviço e a habilidade de mapear porções significativas do genoma levantou questões controversas incluindo se os resultados podem ser interpretados significativamente, e se eles iriam levar a discriminação genética. Os estados americanos de Nova Iorque e Califórnia tentaram, sem sucesso, proibir os testes (da 23andMe, bem como de outras companhias) sob o argumento de que eles não foram propriamente licenciados e tentaram requerer que testes só fossem realizados a partir de pedido médico. Em agosto de 2008, a 23andMe recebeu licenças que permitiam que continuasse sua operação na California.

## Investimentos

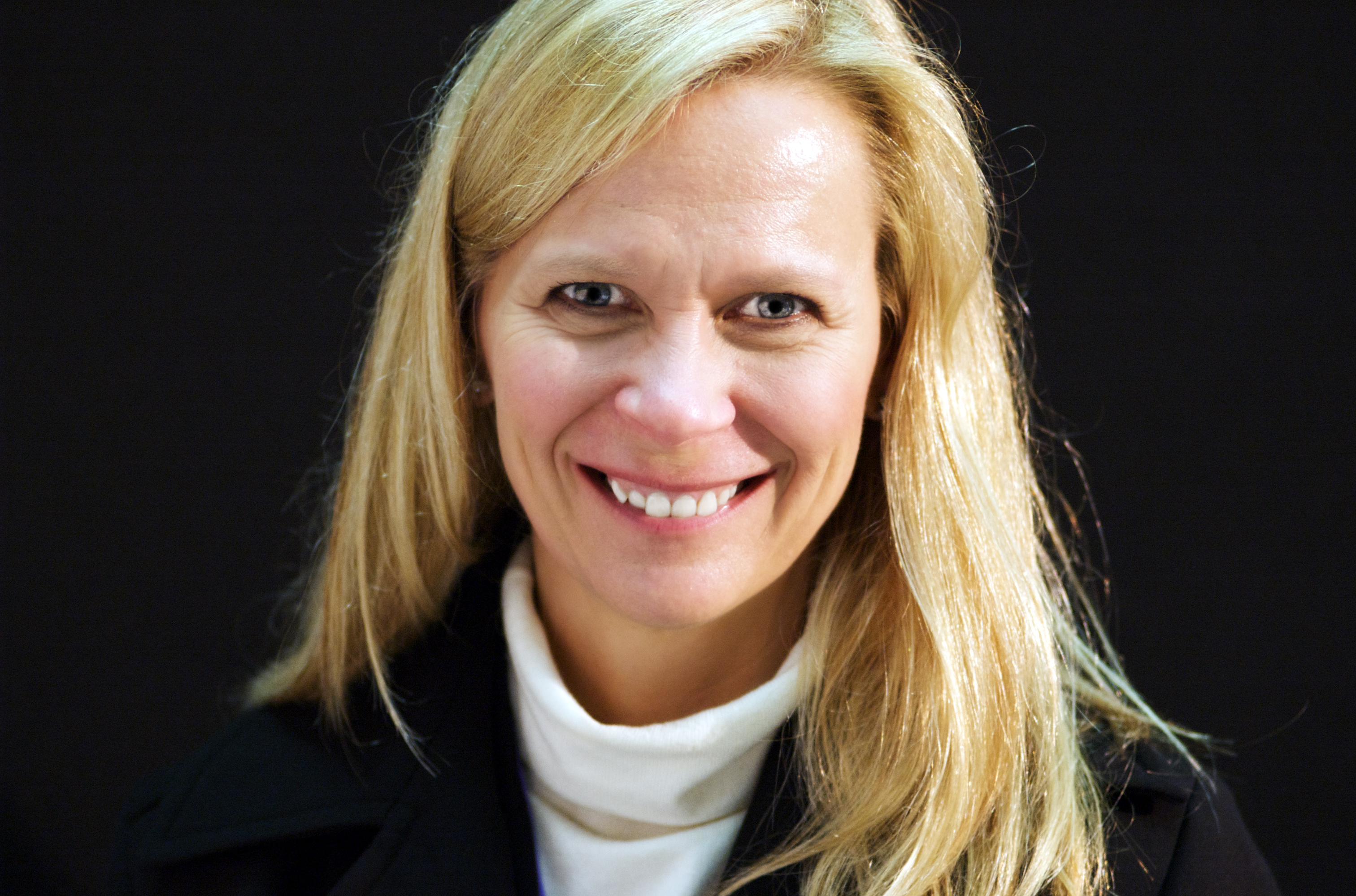
Linda Avey, cofundadora

Em 2007, o Google, cujo cofundador Sergey Brin é casado com a cofundadora do 23andMe Anne Wojcicki, investiu 3,9 milhões de dólares na companhia, juntamente da Genentech, New Enterprise Associates e Mohr Davidow Ventures.
Em 2012, 23andMe arrecadou 50 milhões de dólares em uma rodada de investimentos de capital de risco, quase dobrando seu financiamento existente de 52,6 milhões. Isso permitiu que a companhia reduzisse ainda mais o preço de seu produto, originalmente no valor de 999 dólares, de US$299 para US$99, em um esforço para aumentar sua base de consumidores de 180.000 para um milhão.